# Линейный поиск
Линейный, последовательный поиск — алгоритм нахождения заданного значения произвольной функции на некотором отрезке. Данный алгоритм является простейшим алгоритмом поиска и, в отличие, например, от двоичного поиска, не накладывает никаких ограничений на функцию и имеет простейшую реализацию. Поиск значения функции осуществляется простым сравнением очередного рассматриваемого значения (как правило, поиск происходит слева направо, то есть от меньших значений аргумента к большим) и, если значения совпадают (с той или иной точностью), то поиск считается завершённым.
Если отрезок имеет длину N, то найти решение с точностью до {\displaystyle \epsilon } можно за время {\displaystyle N \over \epsilon }, а асимптотическая сложность алгоритма — {\displaystyle O(n)}. В связи с малой эффективностью по сравнению с другими алгоритмами линейный поиск обычно используют, только если отрезок поиска содержит очень мало элементов, тем не менее, линейный поиск не требует дополнительной памяти или обработки/анализа функции, так что может работать в потоковом режиме при непосредственном получении данных из любого источника. Также линейный поиск часто используется в виде линейных алгоритмов поиска максимума/минимума.
В качестве примера можно рассмотреть поиск значения функции на множестве целых чисел, представленной таблично.

## Пример
Переменные {\displaystyle L} и {\displaystyle R} содержат, соответственно, левую и правую границы отрезка массива, где находится нужный нам элемент. Исследования начинаются с первого элемента отрезка. Если искомое значение не равно значению функции в данной точке, то осуществляется переход к следующей точке. То есть в результате каждой проверки область поиска уменьшается на один элемент.
```
int function LinearSearch (Array A, int L, int R, int Key);
begin
  for X = L to R do
    if A[X] = Key then 
      return X
  return -1; // элемент не найден
end;

```

Пример на Swift 3, с «ускоренным» поиском:
```
 
func
 
linearSearch
(
element
:
 
Int
,
 
in
 
array
:
 
[
Int
])
 
->
 
Int
?
 
{

    
var
 
array
 
=
 
array

    
let
 
realLastElement
:
 
Int
?

    
if
 
array
.
isEmpty
 
{

        
return
 
nil

    
}
 
else
 
{

        
realLastElement
 
=
 
array
[
array
.
count
 
-
 
1
]

        
array
[
array
.
count
 
-
 
1
]
 
=
 
element

    
}

    
var
 
i
 
=
 
0
;

    
while
 
array
[
i
]
 
!=
 
element
 
{

        
i
 
+=
 
1
;

    
}

    
let
 
foundElement
 
=
 
array
[
i
];

    
if
 
i
 
==
 
array
.
count
 
-
 
1
 
&&
 
foundElement
 
!=
 
realLastElement
 
{

        
return
 
nil

    
}
 
else
 
{

        
return
 
i

    
}

 
}

```

## Анализ
Для списка из n элементов лучшим случаем будет тот, при котором искомое значение равно первому элементу списка и требуется только одно сравнение. Худший случай будет тогда, когда значения в списке нет (или оно находится в самом конце списка), в случае чего необходимо n сравнений.
Если искомое значение входит в список k раз и все вхождения равновероятны, то ожидаемое число сравнений
{\displaystyle {\begin{cases}n&k=0\\[5pt]\displaystyle {\frac {n+1}{k+1}}&1\leq k\leq n.\end{cases}}}
Например, если искомое значение встречается в списке один раз, и все вхождения равновероятны, то среднее число сравнений равно {\displaystyle {\frac {n+1}{2}}}.
Однако, если известно, что оно встречается один раз, то достаточно n — 1 сравнений, и среднее число сравнений будет равняться
{\displaystyle \displaystyle {\frac {(n+2)(n-1)}{2n}}}
(для n = 2 это число равняется 1, что соответствует одной конструкции if-then-else).
В любом случае вычислительная сложность алгоритма O(n).

## Приложения
Обычно линейный поиск очень прост в реализации и применим, если список содержит мало элементов, либо в случае одиночного поиска в неупорядоченном списке.
Если предполагается поиск в одном и том же списке большое число раз, то часто имеет смысл предварительной обработки списка, например, сортировки и последующего использования бинарного поиска, либо построения какой-либо эффективной структуры данных для поиска. Частая модификация списка также может оказывать влияние на выбор дальнейших действий, поскольку делает необходимым процесс перестройки структуры.